# Schreiteriana pectinicornis
Schreiteriana pectinicornis är en fjärilsart som beskrevs av Dyar 1937. Schreiteriana pectinicornis ingår i släktet Schreiteriana och familjen träfjärilar. Inga underarter finns listade i Catalogue of Life.